# Théodore Limperg
Théodore Limperg (jr.) (Amsterdam, 21 december 1879 – aldaar, 6 december 1961) was een Nederlands accountant en hoogleraar in de bedrijfseconomie aan de Universiteit van Amsterdam. 

## Biografie
Théodore Limperg werd eind 1879 geboren als zoon van Theodorus Limperg, gemeentelijk hoofdambtenaar, en Mathilda Speijer (geboren uit joodse ouders). Omdat zijn vader bijna dezelfde voornaam had, noemde hij zich zijn leven lang Th. Limperg jr. Hij behaalde in 1897 het diploma Openbare Handelsschool en in 1900 de MO-akte boekhouden. In hetzelfde jaar meldde Limperg zich aan voor de accountantsopleiding van het Nederlands Instituut van Accountants (NIvA), de voorloper van het Nederlands Instituut van Registeraccountants (NIVRA), waar hij in 1904 het instituutsdiploma verwierf. 
Naast zijn studie deed hij praktijkervaring op als assistent-accountant. In 1916 zette hij met zijn jongere broer, die ook accountant was geworden, de firma Th. en L. Limperg op. In 1922 werd Limperg bij de Gemeentelijke Universiteit van Amsterdam benoemd tot hoogleraar in de bedrijfshuishoudkunde. Hierop beëindigde hij zijn werkzaamheden als praktiserend accountant bij de firma Th. en L. Limperg. Naast het hoogleraarschap voerde hij diverse werkzaamheden van bestuurlijke en adviserende aard uit.
Tijdens de Tweede Wereldoorlog gold hij binnen de Senaat van de universiteit als een van de leidende figuren in het verzet tegen de Duitse maatregelen. Hij werd in april 1943 uit zijn ambt ontslagen en was genoodzaakt onder te duiken. Zijn zoon, de architect Koen Limperg, hoorde bij de verzetsgroep die de aanslag op het Amsterdams Bevolkingsregister (1943) beraamde en uitvoerde. Op 1 juli 1943 werd hij daarvoor in Overveen geëxecuteerd.
Na de bevrijding keerde Limperg terug als hoogleraar. In 1950 ging hij met emeritaat. Zijn afscheidscollege droeg de titel De gevaren van de leer der marginale kostprijs-calculatie.
Limperg is tweemaal getrouwd: in 1906 met Emma Altink (1882-1947) en in 1953 met Marguerite Isabelle Marie Goossens, de weduwe van zijn broer Louis. Uit het eerste huwelijk had hij drie kinderen. Naast Koen had hij nog een zoon Theo, die jurist werd en zich specialiseerde in het auteursrecht, en een dochter Emmy, eerst lerares economie en later wetenschappelijk medewerker in Wageningen.

## Wetenschappelijk werk
Limpergs ideeën worden in het algemeen gezien als zijnde van grote betekenis voor de accountancy en bedrijfshuishoudkunde. Hij publiceerde echter spaarzaam. Zijn verzameld werk is voor een groot deel door zijn leerlingen samengesteld op grond van nagelaten collegeteksten. Limpergs bedrijfseconomische theorieën hebben vooral dankzij de geschriften van diens leerlingen, onder wie Kleerekoper, steeds meer ingang gevonden. Hij wordt wel de 'aartsvader van de Nederlandse accountants' genoemd. Zijn ‘leer van het gewekte vertrouwen’ is vandaag de dag nog de basis van het Nederlandse accountantsberoep. Een andere belangrijke bijdrage waar Limperg om bekend staat is de zogeheten vervangingswaardeleer.

### Accountancy
Limperg wilde de accountancy praktisch en theoretisch op een hoger niveau brengen. Hij publiceerde vanaf 1903 een reeks artikelen in het nieuw opgerichte orgaan Accountancy over de richting waarin het vak en het beroep zich hoorden te ontwikkelen. Ook de relatie tussen accountancy en maatschappij kreeg hierbij veel aandacht. Limperg betoogde dat een accountantsverklaring er niet alleen is voor de opdrachtgever, maar voor iedereen die ervan kennis kan nemen. 
In 1905 kreeg hij de leiding bij Accountancy. In zijn artikelen leverde hij ook kritiek op het Nederlands Instituut van Accountants, waarvan hij overigens zelf ook lid was. Het NIvA nam hem de kritiek niet in dank af. Toen het NIvA-bestuur in conflict kwam met een medelid, J.G.Ch. Volmer, koos Limperg diens zijde. In 1907 werd Limperg door het NIvA-bestuur geroyeerd. Een groot aantal leden van het NIvA volgde hem en stapte ook op. Nog in hetzelfde jaar stichtten de dissidenten gezamenlijk de Nederlandsche Accountants-Vereeniging (NAV).
In de jaren hierna zou Limperg die organisatie opbouwen tot een model voor een accountantsorganisatie zoals dat hem voor ogen stond. Het blad Accountancy werd het orgaan van de vereniging. De NAV stelde hoge toelatingseisen en nam ook zijn eigen examens af. Een Raad van Tucht hield toezicht op het gedrag van de leden. Toen de NAV in 1919 uiteindelijk weer opging in het NIvA, betekende dit de erkenning door de oudere garde van de noodzaak tot vernieuwing binnen het vak. Bij de fusie nam het NIvA de kwaliteitseisen van de NAV over, inclusief een Raad van Tucht.
In 1923 begon Limperg na een conflict met de uitgever van Accountancy het Maandblad voor Accountancy en Bedrijfseconomie (MAB), dat nog steeds bestaat.

### Handelsonderwijs
Buiten de accountantswereld zette Limperg zich ook in voor de kwaliteit van het handelsonderwijs. Hij maakte zich sterk voor handelsonderwijs op academisch niveau in een aparte faculteit. Hij kreeg zijn zin. In 1913 werd in Rotterdam de Nederlandsche Handels-Hoogeschool opgericht, sinds 1973 de Erasmus Universiteit. In Amsterdam kreeg de Gemeentelijke Universiteit van Amsterdam in 1921 een eigen Faculteit der Handelswetenschappen.
Op organisatie en groei van de faculteit der Handelswetenschappen drukte Limperg een sterk stempel, onder meer door de toevoeging van een accountantsopleiding (in 1929) en de uiteindelijke naamsverandering (in 1935) in Faculteit der Economische Wetenschappen.

### Vervangingswaardeleer
Traditioneel worden gebouwen, machines en voorraden op de balans gewaardeerd tegen historische kostprijs: de prijs die het heeft gekost om ze te vervaardigen of aan te kopen. Men krijgt echter een beter beeld van de waarde als ze worden gewaardeerd tegen de vervangingswaarde, dat wil zeggen de prijs die men nu zou betalen om ze te vervaardigen of aan te kopen. De consequentie is dat de bezittingen van het bedrijf regelmatig geherwaardeerd moeten worden. Dat levert een herwaarderingsreserve op, die deel uitmaakt van het eigen vermogen.
Dit idee is niet afkomstig van Limperg, maar hij heeft het wel nader uitgewerkt. Zijn ideeën hebben een bepalende invloed gehad op de methode van kostencalculatie en winstbepaling bij diverse Nederlandse ondernemingen, zoals bijvoorbeeld bij Philips.
De Nederlandse wetgeving biedt de keus tussen waardering tegen historische kostprijs of waardering tegen de actuele waarde (w.o. vervangingswaarde). Ook na invoering van de International Financial Reporting Standards (IFRS) voor beursgenoteerde ondernemingen geldt dat nog. Bij toepassing van IFRS is de onderneming echter verplicht voor de vervangingswaarde de marktwaarde te nemen.

### Leer van de externe organisatie
Naast theorievorming over accountancy en vervangingswaardeleer ontwikkelde Limperg een visie op de externe organisatie van het bedrijfsleven, en kwam met een eigen leer van de externe organisatie. Deze leer is later door Abraham Mey (1974) nader gespecificeerd:  
"De leer van de externe organisatie bestudeert de groepering en hergroepering van de maatschappelijke produktie en distributie, zoals die in een volkshuishouding met overwegend particulier eigendom der produktiemiddelen, op grond van arbeidsverdeling en produktie voor de ruil, plaatsvindt in afzonderlijke autonome bedrijfshuishoudingen. Met gebruikmaking van deze leer, volgens welke de drijfkrachten in de externe organisatie gevormd worden door de verhoudingen van hoeveelheid, plaats, tijd..."
Ieder bedrijf heeft volgens Limperg een functionele plaats in de externe organisatie, door Limperg omschreven als:
"... als de plaats, die op grond van de gekozen funktie in het proces van de maatschappelijke voortbrenging van goederen en diensten wordt ingenomen."
J. H. Th de Jong (1976) verklaarde verder: 
"...Bij de funktionele plaats gaat het in de externe organisatie voornamelijk om de keuze, die is gemaakt met betrekking tot de plaats op de weg van maatschappelijke voortbrenging en voortstuwing der goederen in onze ekonomische orde, die wordt aangeduid met 'vrije ondernemingsgewijze produktie'."
Dit begrip van de functionele plaats is bijvoorbeeld door de econoom P.J. Verdoorn genoemd als het sluitstuk van zijn benadering van het marketingvraagstuk.

## Politieke opvattingen
Limperg kan in veel opzichten worden gezien als een sociaaldemocraat. Hij legde hier zelf naar buiten toe geen nadruk op, dit in verband met zijn positie als wetenschapsman. Politiek engagement was er wel. 
In november 1938 schreef hij met veertien anderen (onder wie de latere minister van Financiën Piet Lieftinck) een open brief aan de regering aangaande het beleid in de openbare financiën. Het manifest bestreed de conservatieve politiek die de adviseurs van de regering voorstonden en pleitte voor een conjunctuurpolitiek. Ook stelde Limperg zich achter het Plan van de Arbeid.
Na de Tweede Wereldoorlog nam Limperg zitting in het curatorium van het wetenschappelijk bureau van het Nederlands Verbond van Vakverenigingen.

## Leerlingen van Limperg
Bekende leerlingen van Limperg zijn:
- Abraham Mey (1890-1971), hoogleraar aan de Universiteit van Amsterdam
- Salomon Kleerekoper (1893-1970), hoogleraar aan de Universiteit van Amsterdam
- Henri Johan van der Schroeff (1900-1974), hoogleraar aan de Universiteit van Amsterdam
- Jacob Louis Mey (1900-1966), hoogleraar in Groningen tot 1964 en daarna in Delft
- Jacobus Franciscus Haccoû (1903-1972), hoogleraar aan de Universiteit van Amsterdam
- Louis Jacques Zimmerman (1913-1998), hoogleraar aan de Universiteit van Amsterdam
- Joop Klant (1915-1994), hoogleraar aan de Universiteit van Amsterdam, tevens prozaschrijver
- Gerard Leonard Groeneveld (1904-1989), hoogleraar aan de Katholieke Hogeschool Tilburg, bezorger van het verzameld werk van Limperg

Het is wel duidelijk waarom de groep aanhangers van de theorieën van Limperg vaak de 'Amsterdamse School' werd genoemd.

## Erkenning
Het werk van Limperg ondervond veel waardering. In 1935 werd hij benoemd tot erevoorzitter van het Comité International de l'Organisation Scientifique. De Nederlandsche Economische Hoogeschool (nu Erasmus Universiteit Rotterdam) verleende hem in 1947 een eredoctoraat. In 1950 ontving hij de Wallace Clark International Award voor zijn internationale bijdrage aan het 'scientific management'.
Het interuniversitair instituut voor accountancy draagt zijn naam: Limperg Instituut. Dit instituut, waarin vijf universiteiten en de NBA samenwerken, coördineert de postdoctorale accountantsopleidingen.
In 2019 vernoemde de gemeente Amsterdam een brug naar hem.

## Publicaties
- Th. Limperg. Leer der organisatie; dictaat, 5 dl, Ribbius, Amsterdam, 1937.
- Th. Limperg. Leer der financiering; dictaat, 4 dl, Ribbius, Amsterdam, 1937.
- Th. Limperg. Kostprijs en waarde; dictaat, 4 dl. (5 bd.), Ribbius, Amsterdam, 1937.
- Limperg, Th.; Schroeff, H.J. van der; Behrens, M., e.a. Bedrijfseconomische opstellen aangeboden aan Prof. Th. Limperg Jr. door den Amsterdamsche Kring van Economen ter gelegenheid van zijn 60e verjaardag, 21 december 1939, 1939.
- Th. Limperg. De Faculteit der Economische Wetenschappen der Universiteit van Amsterdam; rede uitgesproken ter gelegenheid van haar vijfentwintig jarig bestaan door haar voorzitter, 1947.
- Th. Limperg. Het object der bedrijfshuishoudkunde, Muuses, Purmerend, 1949.
- Th. Limperg jr. en G.L. Groeneveld e.a. (red.), Bedrijfseconomie. Verzameld werk van prof. dr. Th. Limperg jr., Kluwer, Deventer, 1964-1967 (7 delen):  Dl. 1, Algemene inleiding tot de bedrijfshuishoudkunde en leer van de waarde, 1964; Dl. 2, Leer van de kostprijs, 1964; Dl. 3, Leer van de financiering, 1966; Dl. 4, Leer van de externe organisatie, 1965; Dl. 5, Leer van de inwendige organisatie, 1965; Dl. 6, Leer van de accountantscontrole en van de winstbepaling, 1965; Dl. 7, Leer van de arbeidsvoorwaarden, 1967.